# 中華民國—阿富汗關係
中華民國與阿富汗王国於1944—1950年有官方外交關係，斷交後，目前沒有與現今的阿富汗伊斯蘭共和國以及阿富汗伊斯蘭酋長國互設具大使館功能的代表機構。對阿富汗的相關事務由駐沙烏地阿拉伯王國臺北經濟文化代表處兼轄。

## 政治

### 外交

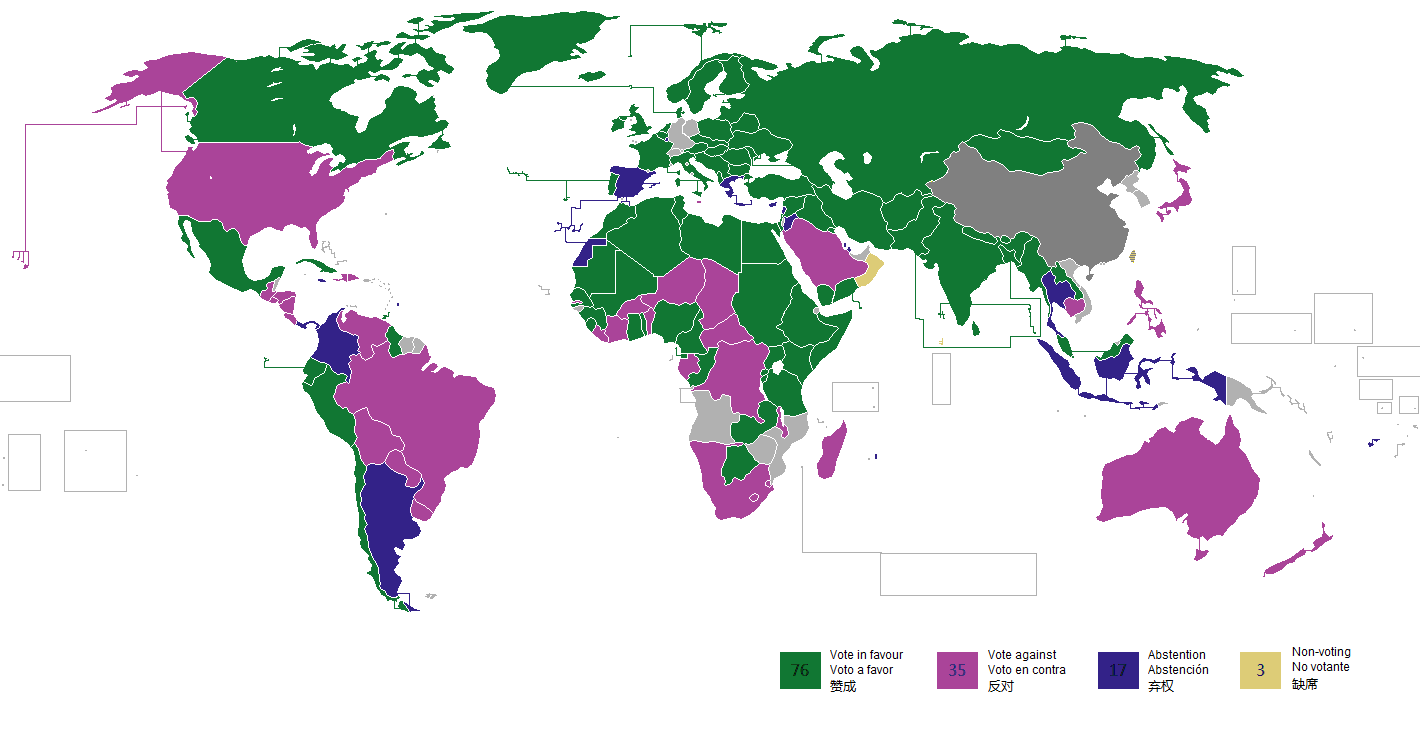
綠色國家表示在1971年的投票中反對中華民國續留聯合國，即《聯合國大會2758號決議》，其中包括當時的阿富汗王國。

1944年3月2日，兩國駐土耳其使節簽訂《中國阿富汗友好條約》，建立公使級外交關係。
1945年，於首都喀布爾設立中華民國駐阿富汗王國公使館，並派駐公使。
1946年，於首都南京設立阿富汗王國駐中華民國公使館，並派駐公使。
1950年1月12日，阿富汗外交承認中華人民共和國。1月14日，中華民國關閉公使館。1955年1月20日，與中華人民共和國建立外交關係，並派駐大使。
1971年10月25日，阿富汗反對中華民國續留聯合國，支持中華人民共和國取代成為聯合國會員國的「中國」席次。
2002年11月14日，外傳阿富汗臨時政府主席卡爾札伊、副主席與外交、軍事官員於年初搭乘中華航空經中正國際機場轉赴東京參加反恐與重建會議。中華民國外交部對此不便評論，但根據當天參與的人士透露，外交部長田弘茂曾前往機場貴賓室會晤卡爾札伊，表達臺灣對阿富汗的人道支援，卡爾札伊並向臺灣關懷阿富汗重建工作表達誠摯的謝意。
2016年10月19日，簽訂《中華民國法務部調查局洗錢防制處與阿富汗伊斯蘭共和國阿富汗銀行阿富汗金融交易及報告分析中心關於涉及洗錢、相關前置犯罪及資助恐怖主義金融情資交換合作瞭解備忘錄》。

## 經濟

### 貿易
| 年分 | 貿易總額  | 貿易總額 | 貿易總額 | 出口至阿富汗 | 出口至阿富汗 | 出口至阿富汗 | 自阿富汗進口 | 自阿富汗進口 | 自阿富汗進口 | 順逆差 |
| 年分 | 金額      | 年增減   | 排名     | 金額         | 年增減       | 排名         | 金額         | 年增減       | 排名         | 順逆差 |
| ---- | --------- | -------- | -------- | ------------ | ------------ | ------------ | ------------ | ------------ | ------------ | ------ |
| 2017 | 1,705,604 | ▲62.3%   | 178      | 1,684,753    | ▲67.0%       | 167          | 20,851       | ▼50.6%       | 208          | 順差▲  |
| 2018 | 1,814,685 | ▲6.4%    | 176      | 1,748,647    | ▲3.8%        | 164          | 66,038       | ▲216.7%      | 200          | 順差▲  |
| 2019 | 1,377,623 | ▼24.1%   | 185      | 1,252,088    | ▼28.4%       | 171          | 125,535      | ▲90.1%       | 188          | 順差▼  |
| 2020 | 693,820   | ▼49.6%   | 194      | 669,120      | ▼46.6%       | 181          | 24,700       | ▼80.3%       | 198          | 順差▼  |
| 2021 | 575,587   | ▼17.0%   | 202      | 399,591      | ▼40.3%       | 190          | 175,996      | ▲612.5%      | 179          | 順差▼  |
| 2022 | 272,692   | ▼52.6%   | 205      | 200,165      | ▼49.9%       | 205          | 72,527       | ▼58.8%       | 189          | 順差▼  |
| 2023 | 212,644   | ▼22.0%   | 209      | 168,631      | ▼15.8%       | 202          | 44,013       | ▼39.3%       | 191          | 順差▼  |
| 2024 | 256,699   | ▲20.7%   | 209      | 241,028      | ▲42.9%       | 201          | 15,671       | ▼64.4%       | 201          | 順差▲  |

2023年的兩國貿易項目如下：
出口至阿富汗的前10大項目為：具有特殊功能之機器與機械用具；未列名調製膠與其他調製粘著劑；手鋸、各種鋸片；手工具、各種修樹剪刀、镰刀、秣刀；自動資料處理機及其附屬單元、磁性或光學閱讀機；診斷或實驗用有底襯之試劑或配製試劑，以及檢定參照物；特殊物品，含出口未超過5萬新臺幣之小額報單與其他零星物品等。
自阿富汗進口的前10大項目為：水泥、混凝土或人造石料之製品；具有學術或貨幣價值之收集品與珍藏品；特殊物品，含進口未超過5萬新臺幣之小額報單與其他零星物品；固定、可變或可預先調整之电容器；玻璃珠、仿珍珠、仿寶石、仿半寶石與類似品，玻璃假眼、玻璃塑像與其他玻璃裝飾品；眼鏡、护目镜與類似品；口腔或牙科衛生用品、用以清潔牙縫之紗線；仿首飾；女用或女童用服飾；一般或競技運動、戶外遊戲用物品與設備、游泳池與袖珍游泳池等。

### 投資
根據中華民國經濟部投資審議司統計，截至2023年6月，尚無臺商赴阿富汗投資；阿富汗赴臺灣總投資金額約32萬美元，計有6件。

## 交流

### 援助
2001年9月11日，美國紐約發生恐怖攻擊事件。10月7日，美國對阿富汗展開軍事行動。12月27日，中華民國政府提供緊急人道援助阿富汗難民物資，包括白米、帳篷、毛毯，總值8,776萬新臺幣、共計41個20呎貨櫃，自基隆港啟運交由美慈組織（Mercy Corps）救濟阿富汗北部難民。另贊助20萬美元供該組織執行救援計畫。

## 簽證

持中華民國護照的中華民國國民簽證要求分布圖：入境阿富汗需要簽證。

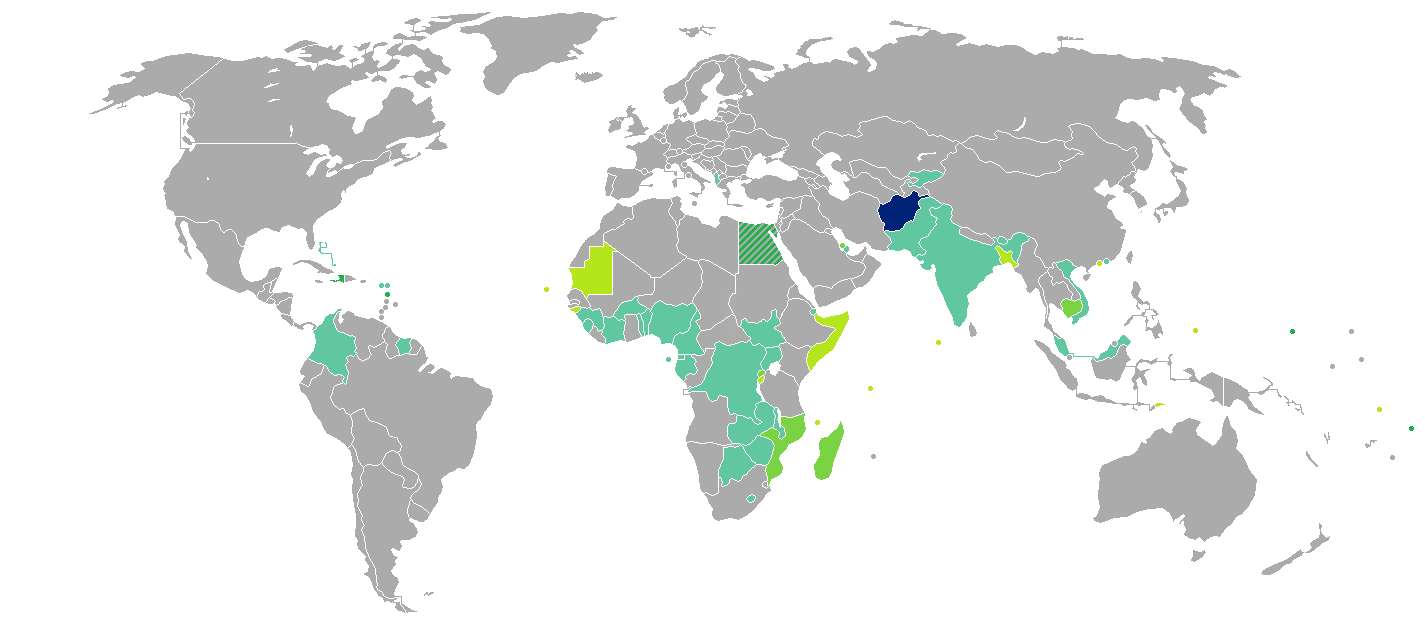
持阿富汗護照的阿富汗國民簽證要求分布圖：入境中華民國需要簽證。

兩國國民皆須申請簽證方可入境對方國家。目前絕大多數國家不承認阿富汗塔利班政權，許多駐外使領館是由前阿富汗政府所管理，但前政府使領館無法發給有效簽證，包括持中華民國護照的中華民國國民之外籍人士只能向極少數阿富汗塔利班政權所管理的使領館申辦簽證，例如駐巴基斯坦白沙瓦總領事館、駐阿聯杜拜總領事館，需事先預約面談時間並取得簽證，旅遊簽證停留最多30天。經阿富汗轉機亦須申辦過境簽證。
持阿富汗護照的阿富汗國民抵台參加由中央政府機關主辦、協辦或贊助之國際會議、運動賽事、商展或其他活動，則可以電子簽證入境中華民國，停留最多30天並不得延期。

## 交通

### 航空

#### 客運
兩國無直航班機，可經由（不計航點遠近，截至2023年6月14日）：
- 台北→烏魯木齊[註 1]、德里、杜拜、伊斯坦堡，再轉機前往阿富汗的國際機場。[12]

## 外部連結
- 中華民國外交部－阿富汗伊斯蘭共和國簡介 （页面存档备份，存于）
- 駐沙烏地阿拉伯王國台北經濟文化代表處
- 外交部領事事務局－國外旅遊警示分級表
- 中華民國衛生福利部－國際旅遊疫情建議等級
- 中華民國國際經濟合作協會 （页面存档备份，存于）